# Diocesi di Bassiana
La diocesi di Bassiana (in latino Dioecesis Bassianensis) è una sede soppressa e sede titolare della Chiesa cattolica.

## Storia
Bassiana, nell'odierna Tunisia, è un'antica sede episcopale della provincia romana di Bizacena.
Pochissimo si conosce di questa antica sede episcopale ed è difficile attribuirle dei vescovi per le molte varianti presenti nei manoscritti. Stefano Antonio Morcelli ignora la sede Bassianensis. Audollent le attribuisce i vescovi Secondino (o Secondiano), presente al sinodo dei massimianisti, setta dissidente dei donatisti, a Cabarsussi nel 393; e Valeriano, che fu presente al concilio di Calcedonia del 451, probabilmente perché era stato esiliato dai Vandali. Entrambi questi vescovi sono assegnati da Morcelli a due diocesi inesistenti (Priscianensis e Vassinassensis). Ai due vescovi sunnominati, Mesnage aggiunge anche Crescente, presente al concilio cartaginese presieduto da Grato nel 345/348.
Dal 1933 Bassiana è annoverata tra le sedi vescovili titolari della Chiesa cattolica; dal 10 giugno 1998 il vescovo titolare è Mariusz Leszczyński, vescovo ausiliare di Zamość-Lubaczów.

## Cronotassi dei vescovi
- Crescente † (menzionato nel 345/348)[3]
- Secondino (o Secondiano) † (menzionato nel 393)
- Valeriano † (menzionato nel 451)

## Cronotassi dei vescovi titolari
- Joseph Albertus Martin † (21 agosto 1950 - 8 novembre 1950 succeduto vescovo di Nicolet)
- Biagio Musto † (7 febbraio 1951 - 19 aprile 1952 succeduto vescovo di Sora, Aquino e Pontecorvo)
- Walter Kampe † (20 luglio 1952 - 22 aprile 1998 deceduto)
- Mariusz Leszczyński, dal 10 giugno 1998